# الحسن بن صالح بن حي
الحسن بن صالح بن صالح بن حي بن مسلم بن حيان بن شفي بن هني بن رافع الهمداني الثوري الحنفي (100 هـ - 169 هـ)، أبو عبد الله الكوفي،  أحد المتكلمين الزيدية، والفقهاء المجتهدين، وأحد رواة الحديث النبوي في القرن الثاني الهجري.

## سيرته
يرجع نسب الحسن بن صالح إلى بطن ثور من همدان، وهو همدان بن مالك بن زيد بن أوسلة بن ربيعة بن الخيار بن مالك بن زيد بن كهلان، من سبأ وكان الحسن بن صالح كثير العبادة متقشفا زاهدا، وكان هو وأخوه علي بن صالح، وأمه، قد جزأوا الليل بينهم ثلاثة أجزاء، يتناوبون فيها على العبادة، فلما ماتت أمهم، قسموا جزأها بينهم. فلما مات علي، قام الحسن وحده.
وكان الحسن بن صالح من الإئمة المتكلمين عند الزيدية، حيث كان يرى عدم الصلاة وراء الحاكم الظالم، ويرى أنه يجب الخروج عليه. زوج الحسن بن صالح ابنته لعيسى بن زيد بن علي، وكان الخليفة العباسي المهدي قد جد في طلبهما، لكنهما استخفيا سبع سنين في مكان واحد إلى أن مات عيسى بن زيد، ولم يقدر المهدي عليه ولا على الحسن بن صالح.

### من أقواله
- إني أستحي من الله تعالى أن أنام تكلفا حتى يكون النوم هو الذي يصير عني، فإذا أنا نمت ثم استيقظت ثم عدت نائما فلا أرقد الله عيني.
- وقال: فتشنا الورع فلم نجده في شيء أقل منه في اللسان.
- وقال: ربما أصبحت وما عندي درهم وكأن الدنيا كلها قد صيرت لي وهي في كفي.
- وقال: العمل بالحسنة قوة في البدن، ونور في القلب، وضوء في البصر، والعمل بالسيئة، وهن في البدن، وظلمة في القلب، وعمى في البصر.
- وقال: الليل والنهار يبليان كل جديد، ويقربان كل بعيد، ويأتيان بكل موعود ووعيد، ويقول: النهار: ابن آدم اغتنمني فإنك لا تدري لعله لا يوم لك بعدي.
- وقال: إن الشيطان ليفتح للعبد تسعة وتسعين بابا من الخير يريد به بابا من الشر.[9][10]

## روايته للحديث النبوي
روى عن: أبان بن أبي عياش البصري، وإبراهيم بن مهاجر البجلي، والأجلح بن عبد الله الكندي، وإسماعيل بن عبد الرحمن السدي، وأشعث بن سوار، وبكير بن عامر البجلي، وأبي بشر بيان بن بشر الأحمسي، وجابر بن يزيد الجعفي، والحسن بن عمرو الفقيمي، وخالد بن الفزر، وسعيد بن أبي عروبة، وسلمة بن كهيل، وسماك بن حرب، وسهيل بن أبي صالح، وشعبة بن الحجاج، وأبيه صالح بن صالح بن حي، وعاصم بن بهدلة، وعاصم بن عبيد الله العمري، وعاصم الأحول، وعبد الله بن دينار، وعبد الله بن عيسى بن عبد الرحمن بن أبي ليلى، وعبد الله بن محمد بن عقيل، وعبد الجبار بن العباس الشبامي، وعبد العزيز بن رفيع، وعبد الكريم بن سليط، وعبيدة بن معتب الضبي، وعثمان بن عبد الله بن موهب، وعطاء بن السائب، وعلي بن الأقمر، وعمر بن سعيد، ويقال: محمد بن سعيد، وعمرو بن دينار، وأبي إسحاق عمرو بن عبد الله السبيعي، وفراس بن يحيى الهمداني، وقيس بن مسلم، وليث بن أبي سليم، ومحمد بن إسحاق بن يسار، ومحمد بن سالم الكوفي، ومحمد بن عجلان، ومحمد بن عمرو بن علقمة، ومسلم بن كيسان الملائي الأعور، وأبي المهلب مطرح بن يزيد، ومنصور بن المعتمر، وموسى الجهني، وهارون بن سعد العجلي، وهارون أبي محمد، ويزيد بن طهمان، وأبي ربيعة الإيادي، وأبي هارون العبدي.
روى عنه: أحمد بن عبد الله بن يونس، وإسحاق بن منصور السلولي، والأسود بن عامر شاذان، والجراح بن مليح الرؤاسي وهو من أقرانه، والحسن بن عطية القرشي، وحميد بن عبد الرحمن الرؤاسي، وسملة بن عبد الملك العوصي، وطلق بن غنام النخعي، وعبد الله بن داود الخريبي، وعبد الله بن المبارك، وعبد الرحمن بن مصعب القطان، وعبد العزيد بن الخطاب، وعبيد الله بن موسى، وعثمان بن حكيم الأودي، وعثمان بن سعيد بن مرة المري، وعلي بن الجعد، وأخوه علي بن صالح بن حي، وعمر بن أيوب الموصلي، وعمرو بن جميع قاضي حلوان، وأبو نعيم الفضل بن دكين، وقبيصة بن عقبة، وأبو غسان مالك بن إِسماعيل، وأبو أحمد محمد بن عبد الله بن الزبير الزبيري، ومصعب بن المقدام ، ووكيع بن الجراح، ويحيى بن آدم، ويحيى بن أَبي بكير، ويحيى بن فضيل، ويونس بن أرقم.

## آراء العلماء حوله
- قال أبو نعيم: دخل الثوري يوم الجمعة من الباب القبلي، فإذا الحسن بن صالح يصلي، قال: نعوذ بالله من خشوع النفاق، وأخذ نعليه، فتحول إلى سارية أخرى.
- قال العلاء بن عمرو الحنفي، عن زافر بن سليمان: أردت الحج، فقال لي الحسن بن صالح: إن لقيت أبا عبد الله سفيان الثوري بمكة، فأقرئه السلام مني، وقل: أنا على الأمر الأول، قال: فلقيت سفيان في الطواف، قال: قلت: إن أخاك الحسن بن صالح يقرأ عليك السلام، ويقول: أنا على الأمر الأول، قال: فما بال الجمعة، فما بال الجمعة.
- وقال أبو نعيم: ذكر الحسن بن صالح عند الثوري، فقال: ذاك رجل يرى السيف على أمة محمد.
- قال عبد الله بن أحمد بن حنبل: سمعت أبا معمر يقول: كنا عند وكيع، فكان إذا حدث عن حسن بن صالح أمسكنا أيدبنا فلم نكتب، فقال: ما لكم لا تكتبون؟ فقال له أخي بيده هكذا - يعني أنه كان يرى السيف - فسكت وكيع.
- وقال سفيان بن عيينة: حدثنا صالح بن حي، وكان خيرا من ابنيه، وكان علي خيرهما.
- وقال محمد بن علي الوراق: سألت أبا عبد الله أحمد بن حنبل، عن الحسن بن صالح كيف حديثه؟ فقال: ثقة، وأخوه علي ثقة.
- وروي أيضا عن أحمد بن حنبل أنه قال: الحسن بن صالح صحيح الرواية، متفقه، صائن لنفسه في الحديث والورع.
- وقال عبد الله بن أحمد بن حنبل: سمعت أبي يقول: الحسن بن صالح أثبت في الحديث من شريك.
- وقال يحيى بن معين: الحسن بن صالح ثقة. وروي عنه أيضا أنه قال: ثقة مستقيم الحدبث.
- وقال الدارمي: قلت ليحيى بن معين: فعلي بن صالح أحب إليك أو الحسن بن صالح؟ فقال: كلاهما ثقتان.[12]
- وقال أبو زرعة: ثقة، حافظ، متقن.[13]
- وقال النسائي: ثقة.
- وقال وكيع بن الجراح: حدثنا الحسن، قيل: من الحسن؟، قال: الحسن بن صالح الذي لو رأيته ذكرت سعيد بن جبير أو شبهته بسعيد بن جبير.[14]
- وقال يحيى بن أبي كثير: قلنا للحسن بن صالح: صف لنا غسل الميت، فما قدر عليه من البكاء.
- وقال علي بن المنذر الطريقي، عن أبي نعيم، كتبت عن ثمان مئة محدث، فما رأيت أفضل من الحسن بن صالح.
- وقال ابن حجر العسقلاني: وقولهم كان يرى السيف يعني كان يرى الخروج بالسيف على أئمة الجور وهذا مذهب للسلف قديم لكن استقر الأمر على ترك ذلك لما رأوه قد أفضى إلى أشد منه ففي وقعة الحرة ووقعة بن الأشعث وغيرهما عظة لمن تدبر وبمثل هذا الرأي لا يقدح في رجل قد ثبتت عدالته واشتهر بالحفظ والإتقان والورع التام والحسن مع ذلك لم يخرج على أحد. وأما ترك الجمعة ففي جملة رأيه ذلك أن لا يصلي خلف فاسق ولا يصح ولاية الإمام الفاسق فهذا ما يعتذر به عن الحسن وإن كان الصواب خلافه فهو إمام مجتهد.[15]
- قال الذهبي: كان يرى الحسن الخروج على أمراء زمانه لظلمهِم وجورِهم، ولكن ما قاتل أبداً، وكان لا يرى الجمعة خلف الفاسق.[16]

- قال العجلي: ثقة متعبد رجل.[17]
- ذكره ابن حبان في كتابه الثقات فقال: كان فقيها ورعا من المتقشفة الخشن وممن تجرد للعبادة ورفض الرئاسة على تشيع فيه.[18]
- وقال في كتاب مشاهير علماء الأمصار: كان من المتقنين وأهل الفضل في الدين.[19]